# Sonia Tschorne
Sonia Tschorne Berestesky (sinh ngày 26 tháng 4 năm 1954 tại Santiago) là một kiến trúc sư  và chính trị gia Chile.
bà học kiến trúc tại Đại học Chile, tốt nghiệp năm 1982. Sau đó, bà nhận bằng thạc sĩ tại Đại học Công giáo Chile về quy hoạch đô thị.
Bà đã trở thành một chiến binh của Đảng Xã hội trong 16 năm qua, làm việc với các chính phủ của concertación từ năm 1990. bà trở thành Giám đốc Kiến trúc Quốc gia của Bộ Công chính và Phó Thư ký Phát triển Đô thị trong các chính phủ của Eduardo Frei Ruiz -Tagle và Ricardo Lagos.
Là một kiến trúc sư, một trong những công trình cuối cùng và quan trọng nhất của bà là Kế hoạch xây dựng tổng thể của trung tâm Santiago.
Năm 2004, bà được bổ nhiệm làm Bộ trưởng Nhà ở, Phát triển Đô thị, Hàng hóa Quốc gia, kế nhiệm Jaime Ravinet.
Năm 2008, bà đang phục vụ với tư cách là Ủy viên Công trình Công cộng của Chile.
| Tiền nhiệm Jaime Ravinet | Bộ trưởng Bộ Nhà ở, Phát triển Đô thị, Hàng hóa Quốc gia 2004-2006 | Kế nhiệm Patricia Poblete Bennett (Phát triển nhà ở và đô thị) |
| Tiền nhiệm Jaime Ravinet | Bộ trưởng Bộ Nhà ở, Phát triển Đô thị, Hàng hóa Quốc gia 2004-2006 | Kế nhiệm Romy Schmidt Crnosija (Hàng hóa quốc gia)             |